# Kwong Siu-hing

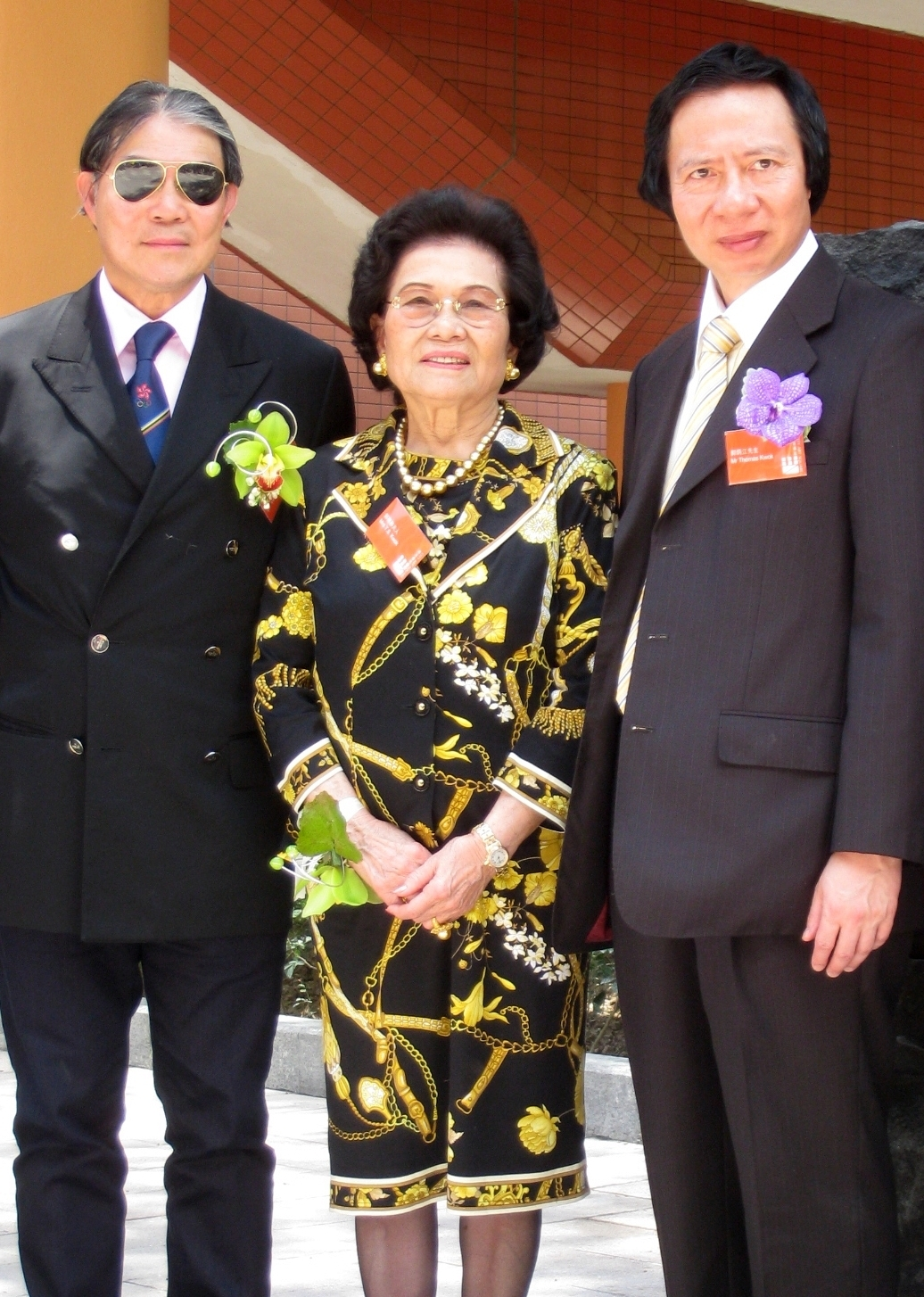
Kwong Siu Hing, met rechts haar zoon Thomas en links Timothy Fok

Kwong siu-hing (Huadu, 1929) is de voorzitster van Sun Hung Kai Properties, het grootste onroerend goed bedrijf in Hong Kong. Ze is de weduwe van Kwok Tak Seng, de oprichter van het bedrijf, en moeder van Walter Kwok, Thomas Kwok en Raymond Kwok. Op 27 mei 2008 volgde ze haar zoon Walter Kwok op als voorzitter van Sun Hung Kai Properties.
In 2010 plaatste het tijdschrift Forbes de familie Kwok met een geschat vermogen van 17 miljard euro op de 28ste plaats van zijn lijst met de rijksten ter wereld.